# 13770 Коммерсон
13770 Коммерсон (13770 Commerson) — астероїд головного поясу, відкритий 20 вересня 1998 року.
Тіссеранів параметр щодо Юпітера — 3,229. Названо на честь французького натураліста Філібера Коммерсона.